# Центральноамериканский ревун
Центральноамериканский ревун (лат. Alouatta pigra) — примат из семейства паукообразных обезьян. Встречается в дождевых лесах Белиза, Гватемалы и Мексики.

## Описание
Центральноамериканские ревуны самые крупные из рода ревунов и одни из самых крупных приматов Нового Света. Самцы этого вида являются самыми крупными приматами Центральной Америки. Вес самцов в среднем 11,4 кг, вес самок в среднем 6,4 кг. Длина тела от 521 до 639 мм. Длина хвоста от 590 до 690 мм. Шерсть длинная, чёрная. Хвост хватательного типа. Шерсть новорождённых коричневая, с возрастом темнеет. Самцы старше четырёх месяцев имеют белую мошонку.
Морфологически приспособлены к растительному рациону. Коренные зубы имеют высокую режущую кромку, помогающие этим животным пережёвывать листья. У самцов увеличенная подъязычная кость, служащая резонатором при издавании громких ревущих криков, которыми известны представители рода ревунов.

## Поведение
Дневные древесные животные. Образуют небольшие группы, в составе которых один или два взрослых самца, соотношение количества самок к количеству самцов составляет в среднем 1,3. В группе обычно от 2 до 16 особей, включая молодняк. Территория группы от 3 до 25 га. Плотность популяции может превышать 250 особей на км2.
В рационе в основном листья и фрукты, дополнением служат цветы и семена.
Самки достигают половой зрелости в возрасте 4 лет, самцы позднее, в возрасте 6—8 лет. По достижении половой зрелости самцы обычно покидают группу, самки остаются. Продолжительность жизни до 20 лет.

## Статус популяции
Международный союз охраны природы присвоил виду охранный статус «Вымирающий», поскольку, по оценкам 2008 года, численность популяции сократилась на 60 % за 30 лет (3 поколения). Основные угрозы виду — разрушение среды обитания, охота и нелегальная торговля.